# Elizabeth Berrington
Elizabeth Berrington, född den 3 augusti 1970 i Wallasey, är en brittisk skådespelare.
Elizabeth Berrington är utbildad vid Webber Douglas Academy of Dramatic Art. Hon har medverkat i över 120 film- och TV-produktioner. Hon har bland annat medverkat i TV-serierna Lost Boys & Fairies där hon spelade karaktären Jackie och i Brottsplats Bradford där hon spelade Clare Conway.

## Filmografi (i urval)
- 1996 – Hemligheter och lögner
- 1996 – Månstenen (TV-serie)
- 1998 – Inkräktaren
- 2008 – In Bruges
- 2014 – Mr. Turner
- 2019 – Sanditon (TV-serie)
- 2021 – Spencer
- 2021 – Last Night in Soho
- 2023 – I lögnernas nät (TV-serie)
- 2024 – Lost Boys & Fairies (TV-serie)
- 2025 – Brottsplats Bradford (TV-serie)